# Rumex hastatus
Rumex hastatus är en slideväxtart som beskrevs av David Don. Rumex hastatus ingår i släktet skräppor, och familjen slideväxter. Inga underarter finns listade i Catalogue of Life.